# Elisabeth van den Eynde

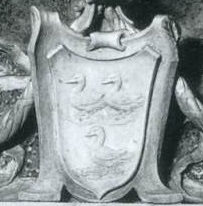
Armoiries de Van den Eynde.

Armoiries de Van den Eynde (en haut) et Carafa (en bas).

Elisabeth van den Eynde, princesse du Belvédère (également orthographiée Vandeneinden, Vandeneynden, Van den Eynden, et Van den Einden) et suo jure baronne de Gallicchio et Missanello née le 14 Avril 1674 à Naples, où elle meurt le 14 février 1743, est une noble italienne,. Elle est l'épouse de Carlo Carafa, 3e prince du Belvédère, 6e marquis d'Anzi et seigneur de Trivigno, et la fille de Ferdinand van den Eynde, 1er marquis de Castelnuovo et Olimpia Piccolomini, de la maison de Piccolomini. Son grand-père est Jan van den Eynde, un riche marchand flamand, banquier et collectionneur d'art qui achète et rénove le Palais Zevallos en 1653. Son père Ferdinand, le marquis de Castelnuovo, construit le palais Vandeneynden du Belvédère entre 1671 et 1673. Le palais Zevallos dans le centre de Naples passe à sa sœur aînée Giovanna, qui épouse l'héritier des Colonna. Elisabeth reçoit le monumental Palazzo Vandeneynden, aux côtés d'une plus petite partie des actifs du marquis, qui comprend sa collection d'art, l'une des plus grandes et des Naples et ses environs. Lors de son mariage avec Carlo Carafa, le Palais Vandeneynden devient connu comme Villa Carafa,.

## Famille
Elisabeth naît dans la famille Van den Eynde, une famille noble napolitaine puissante et influente d'origine flamande, liée à plusieurs artistes flamands de premier plan, dont Brueghel, Jode (it), Lucas de Wael et Cornelis de Wael,,. Son père est Ferdinand van den Eynde, 1er Marquis de Castelnuovo, le fils de Jan van den Eynde, un riche marchand d'Anvers, qui devient l'un des hommes les plus riches et les plus influents de Naples,. Le marquis Ferdinand épouse Olimpia Piccolomini, de la maison Piccolomini, neveu du cardinal Celio Piccolomini, dont il a trois filles, Catherine, l'aînée, Giovanna, la seconde-née, et Elisabeth,.
En 1674, son père le Marquis hérite de l'impressionnante collection d'art de son père. Il hérite également d'une collection importante de 70 ou 90 peintures de son ami de longue date et partenaire d'affaires Gaspar Roomer,. Marquis Ferdinand, cependant, meurt la même année, et sa collection, avec ses actifs, est partagée entre ses filles en bas âge, Giovanna et Elisabeth (selon certaines sources, sa fille aînée, Catherine, est plus tard jugée inapte,). Les avoirs de Van den Eynde sont gelés jusqu'à ce que ses filles atteignent l'âge adulte et se marient. Luca Giordano, un autre ami de longue date de Van den Eynde, s'occupe de l'inventaire de l'héritage de Van den Eynde. En dressant l'inventaire, Giordano compte dix peintures exécutées par lui-même dans la collection de Van den Eynde à ce moment-là.

## Mariage
Le 11 avril 1688, trois jours seulement avant son quatorzième anniversaire, elle est mariée à son pair Carlo Carafa, 3e prince du Belvédère, 6e marquis d'Anzi et seigneur de Trivigno. Carlo est un Carafa, l'une des familles les plus puissantes d'Italie. Grâce à son mariage avec Carlo, Elisabeth fait partie de la maison de Carafa et devient la princesse consort du Belvédère. Carlo Carafa, quant à lui, reçoit une énorme dot et hérite du Palazzo Vandeneynden, qui devient par la suite Villa Carafa,.

## Baronne de Gallicchio et Missanello
En 1689, la princesse Elisabeth achète les fiefs de Gallicchio, Missanello et Castiglione, dont le propriétaire, Gian Battista Pignatelli, est en difficulté financière. Après que Pignatelli hérite des fiefs de sa mère, Beatrice Carafa De Lannoy, mère du beau-père d'Elisabeth Don Francesco Maria Carafa (Pignatelli est le fils d'un troisième mariage), les frères de Pignatelli contestent le testament, avec un Di Stefano, qui prétend plus de quinze mille ducats de Pignatelli, sur les dettes que les ancêtres de Pignatelli avaient envers sa propre famille. Pignatelli est capable de satisfaire ses frères, mais pas Di Stefano. Quatre ans après son engagement à payer ce qui est dû à Di Stefano, ce dernier s'empare des fiefs, Pignatelli n'ayant pas pu le rembourser. Les fiefs sont ensuite vendus à la princesse Elisabeth, dont le beau-père, comme mentionné, est le demi-frère de Pignatelli.
Elisabeth dirige les fiefs avec son fils Francesco Maria Carafa via des stewards, pendant plus de trente ans. Elle vend les fiefs le 26 août 1736. Certaines sources affirment que le contrat est signé le 26 août 1732, peut-être à cause de la confusion sur le dernier chiffre. Cependant, il existe suffisamment de preuves circonstancielles pour étayer l'allégation selon laquelle ils ont été vendus en 1736.
Quand, en 1735, le nouveau roi de Naples et de Sicile Charles III d'Espagne entreprend un voyage à travers la Calabre, les Pouilles, la Basilicate et la Sicile, afin d'évaluer l'état de son royaume et de son peuple, il est choqué par les mauvaises conditions de vie de la population et le retard culturel et économique général de ces terres. Il dispose donc d'une enquête, exigeant une description détaillée du territoire, la dénommée Relazione Gaudioso (it), achevée en 1736. En ce qui concerne Gallicchio, il est rapporté que « la terre de Gallicchio [...] est possédée par l'illustre princesse Belvedere, avec un revenu de ca. 300 ducats, qu'elle tire à la fois féodal et allodial. », De plus, lorsqu'en 1737 imprime Niccolò Parrino à Naples la première traduction en calabrais de La Jérusalem délivrée de Tasso, il consacre au « plus excellent Seigneur Don Francesco Maria Carafa, prince du Belvédère, prince de Gallicchio et marquis d'Anzi [...]. » Le Livre d'or de la noblesse italienne indique 1737 comme l'année de la fin de la baronnie d'Elisabeth à Gallicchio.

## Descendance
La princesse Elisabeth et le prince Carlo Carafa ont un fils et une fille.
- Francesco Maria Carafa, 4e prince du Belvédère, 7e marquis d'Anzi et baron de Trivigno, Bonifati, Mottafollone et San Sosti[5]
- Giovanna Carafa, religieuse de l'ordre de Santa Maria Donna Regina Vecchia[5].